# Campaña sirio-mesopotámica de Sapor I
Las campañas sirio-mesopotámicas de Sapor I se desarrollaron durante no menos de tres o cuatro fases durante las guerras romanas de Sasania (224-363). La guerra comenzó el año 242 con un primer ataque persa de Sapor I contra la armada romana del entonces emperador Gordiano III que reinó entre los años 238 al 244, y en 244, que continuó en un esfuerzo por la expansión sasánida del padre Ardacher I. El objetivo era la ocupación de las provincias romanas orientales. Esta primera fase fue seguida por otras en los años 252 y 253 y, más adelante, en el año 256 con la toma y destrucción de Dura Europos y, finalmente, entre los años 259 y 260 con la captura del emperador romano, Valeriano.

## Contexto histórico
Entre los años 224 y 226/227, el último emperador de Partia, Artabanes V, había sido derribado y el rebelde Ardashir I fundó la dinastía sasánida, destinada a ser una temible adversaria oriental del Imperio romano hasta finales del siglo VII.  En particular, entre los años 239 y 241, los  sasánidas y los  romanos se enfrentaron por segunda vez.

### Casus belli
El casus belli fue la afirmación constante hecha por los sasánidas, que se consideraban descendientes de los persas, de la posesión de todo el Imperio Aqueménida, incluyendo los territorios, ahora romanos, de Asia Menor y del Oriente Próximo que terminan en el mar Egeo, pero falló durante las dos invasiones previas de los años 229 al 232, y 239-241:

Ardacher I creyendo que todo el continente frente a Europa, separados por el mar Egeo y el Propóntide, y la región llamada de Asia le pertenecían por derecho divino, tenía la intención de recuperar el Imperio Persa. Declaró que todos los países de la zona, entre Jonia y Caria, habían sido gobernados por sátrapas  persas, de Ciro el Grande, que primero traspasó el reino de la  Media a los persas, hasta Darío III, el último de los reyes persas, cuyo reino fue destruido por Alejandro Magno. Por lo tanto, según él, era correcto restaurar y reunir a los persas en el reino que habían poseído previamente.
Storia dell'impero dopo Marco Aurelio, Erodiano

De hecho, la primera contraofensiva romana de Alejandro Severo del año 232 tuvo como resultado final el que los dos imperios se situaran ante el statu quo anterior, el de la era de Septimio Severo. Los romanos y los sasánidas volvieron a dar fe de los «antiguos límites» de la década anterior, y la paz entre los dos poderes reinó durante los siguientes siete u ocho años.
Sin embargo, entre los años 239 a 241, el rey sasánida Ardashir I y su hijo, Shapur I, invadieron por segunda vez la región y sitiaron innecesariamente Dura Europos, pero Antioquía todavía no. En Siria, en el año 239 conquistaron y destruyeron la ciudad de Hatra, un aliado de los romanos en el año 240, y, finalmente, ocuparon algunas ciudades de la provincia romana de la Mesopotamia, como Nísibis y Carre.

## Fuerzas en el campo de batalla

### Sasánidas
No se sabe exactamente cuántos y cuales fueron los ejércitos desplegados por los sasánidas. Dion Casio había dicho durante el año anterior de Alejandro Severo que tenía un gran ejército, listo para aterrorizar no solo a la provincia romana de la Mesopotamia sino también la de Siria, al oeste del río Éufrates. Esto pudo haber sido cierto para las campañas de la década siguiente.
Lo que se sabe de este ejército es que no era permanente como el romano, con soldados profesionales pagados regularmente por su oficio. Solo había una posible división del botín final. Más bien era un sistema similar al feudalismo, donde cada país tuvo que levantar un ejército compuesto por nobles de su «clan» a la cabeza, controlado bajo el mando de un príncipe de casa real. Por lo tanto, no había oficiales de armas con experiencia que sirvieran continuamente o incluso un sistema de reclutamiento estable, ya que no había unidades militares permanentes, aunque muchos eran los nobles disponibles para el ejército sasánida. Por estas razones, a menudo se involucraron en ejércitos mercenarios. Utilizaban sobre todo el arco y el caballo en la guerra, a diferencia de los romanos que estaban a favor de la infantería, de manera que se dice de los sasánidas que crecen desde la infancia, cabalgando y disparando flechas; viven constantemente para la guerra y la caza.
Hay que añadir, sin embargo, que a diferencia de los partos arsácidas, trató de mantener en el ejército durante varios años las cuotas mientras se llevaban a cabo las grandes campañas militares por lo que se aceleró el reclutamiento de su armada, además de asimilar mejor las técnicas de asedio de su adversarios romanos, que nunca aprendieron realmente de sus predecesores.

### Romanos
Por otro lado, se sabe que para los romanos las fuerzas puestas en juego estaban representadas por legiones y tropas auxiliares dispuestas a lo largo de las limas orientales. A continuación se muestra una lista de legiones y sus respectivas fortalezas en el momento del mando del imperio romano por el emperador Gordiano III:
| N. fortaleza legionaria del limes oriental | unidad legionaria         | localidad antigua       | localidad moderna | provincia romana       |
| ------------------------------------------ | ------------------------- | ----------------------- | ----------------- | ---------------------- |
| 1                                          | Legio XV Apollinaris      | Satala                  | Sadagh            | Capadocia              |
| 2                                          | Legio XII Fulminata       | Melitene                | Melitene          | Capadocia              |
| 3                                          | Legio III Parthica        | Nisibis                 | Nusaybin          | Mesopotamia            |
| 4                                          | Legio I Parthica          | Singara                 | Sinjar            | Mesopotamia e Osrhoene |
| 5                                          | Legio IV Scythica         | Zeugma                  | Belkis            | Syria Coele            |
| 6                                          | Legio XVI Flavia Firma    | Sura                    | Sura              | Syria Coele            |
| 7                                          | vexill. Legio II Parthica | Apamea sobre el Orontes |                   | Syria Coele            |
| 8                                          | Legio III Gallica         | Danaba                  | Mehin             | Syria Phoenicia        |
| 9                                          | Legio X Fretensis         | Aelia Capitolina        | Jerusalén         | Syria Palaestina       |
| 10                                         | Legio VI Ferrata          | Caparcotna              | Kfar Otnay        | Siria Palaestina       |
| 11                                         | Legio III Cyrenaica       | Bostra                  | Bosra             | Arabia Pétrea          |

A estas legiones, ya presentes en el frente oriental, se agregaron otras provenientes del Danubio y de otras regiones occidentales. Tales fueron:
- El I Adiutrix,  I Parthica,  II Parthica,  III Cirenaica,  III Gallica,  III Parthica,  IV Itálica,  IV Scythica, VI Ferrata,  X Fretensis,  XII Fulminata,  XV Apollinaris y  XVI Flavia Firma[19]

así como algunas vexillaciones provenientes de otros frentes tales como:
- La I Italica, I Minervia, II Adiutrix, II Italica (?), III Italica, Legio IV Flavia Felix, Legio V Macedonica, VII Claudia Pia Fidelis, VIII Augusta, Legio X Gemina, XI Claudia Pia Fidelis, Legio XIIII Gemina e XXII Primigenia e XXX Ulpia Traiana Victrix.[20]

El total de las fuerzas desplegadas por el Imperio romano a lo largo de la totalidad de los limes del este podría calcularse en alrededor de 150 000 a 170 000 hombres armados o tal vez más, la mitad de los cuales eran legionarios, el resto tropas auxiliares.

## Fases de la guerra

Relieve Bishapur celebrando la victoria supuesta (y probablemente falsa) de Sapor I sobre los romanos: Gordiano III es pisoteado por el caballo del rey sasánida, mientras que Filipo el Árabe (de rodillas ante Sapor, en rendición). El emperador Valeriano, capturado por el ejército sasánida, se mantiene retenido por Sapor.

### Primera ofensiva de Sapor I y contraofensiva romana (242-244)
Para una nueva invasión de los territorios romanos sasánidas en el 239-241, seguida de las preparaciones del emperador romano Gordiano III (en 242) y las posteriores campañas militares de la 243 y 244, utilizaron como «sede» la ciudad de Antioquia. Los ejércitos romanos lograron recuperar Carré y Nisibis y derrotaron a los sasánidas en la batalla de Resena. Sin embargo Gordiano no tenía la experiencia militar de Cayo Furio Sabinius Aquila Timesiteo padre, murió de repente de una enfermedad que padecía por lo que fue designado como nuevo prefecto del pretorio Filipo el Árabe, en el lado avanzado a lo largo del Éufrates a principios del 244. Parece que fue derrotado por Sapor I en Mesiche, moderna Faluya y de al-Anbar, a 40 km al oeste de Bagdad, en Irak. El gobernador sasánida cambió el nombre de la ciudad a Peroz-Shapur para la ocasión ya que significa «Sabor victorioso» y celebró la victoria con una inscripción en Naqsh-e Rostam en la que afirmaba haber matado a Gordiano.
Las fuentes romanas, sin embargo, no parecen mencionar la batalla y sugerían que Gordiano murió en Circesium, a más de 300 km al norte de Peroz-Shapur. Se sospechaba que fue asesinado por el prefecto pretoriano Filipo, que según Zósimo había agitado a las tropas agotadas y hambrientas, y que lo sucedió en el trono. La escritura del cenotafio de Circesium fue escrita, según la Historia Augusta, en griego, latín, persa, hebreo y egipcio, para que todos pudieran leer:

Divo Gordiano, ganador de los persas, ganador de los godos, conquistador de los sármatas, que rechazó los motines en Roma, ganador de los germanos, pero no vencedor de Filipo.
Historia Augusta, Gordiani III, 34, 3.

La posibilidad de que Gordiano muriera como resultado de la batalla de Mesiche no es aceptada de acuerdo con los historiadores modernos, ya que la campaña de Gordiano en el este fue presentada como victoriosa por los historiadores antiguos. De hecho, los sasánidas no conquistaron otras ciudades aparte de Hatra y Sapor no emprendió otras iniciativas militares durante los siguientes ocho años, hasta 252.

### Un período de relativa paz (244-252)
La repentina muerte del emperador Gordiano, no sabemos si en la batalla o a manos de su sucesor, el prefecto del Pretorio Filipo el Árabe, determinó la retirada de los ejércitos romanos y el retorno al statu quo al menos durante ocho años hasta 250/252. Quedaron bajo control romano parte de la Mesopotamia hasta Singara, hasta el punto de que Felipe se sentía con derecho a utilizar el título Persicus maximus. La «Res Gestae Divi Saporis», primer documento no "parte" romana, relata:

El César Gordiano fue asesinado y los ejércitos romanos fueron destruidos. Los romanos luego nombraron César a un cierto Filipo. Entonces el César Filipo vino a nosotros para tratar los términos de la paz, y para redimir las vidas de los prisioneros, dándonos 500 000 denarios, y así se convirtió en nuestro tributario. [...].

Algunos años más tarde, alrededor de 252, durante el reinado de Treboniano Gallo, el rey Cosroes II de Armenia murió en la instigación del Imperio sasánida, porque había intentado sin éxito invadir los territorios persas de Asiria, entre los años 244 y 249, como venganza del difunto rey parto, Artabano V (perteneciente también a la  dinastía arsácida). Se dice que el rey armenio inicialmente pidió ayuda militar a Filipo el Árabe, que se comprometió a resolver los principales problemas nacionales, como el rechazo de invasiones bárbaras lo largo del limes del Danubio. Ordenó también un envío de tropas auxiliares (o aliado a los romanos) al mismo rey armenio. El reino armenio se convirtió, por lo tanto, en un protectorado persa, mientras que su hijo  Tirídates se refugió con los romanos.
| Moneda de la época | Moneda de la época | Moneda de la época                                                       | Moneda de la época                                                               | Moneda de la época | Moneda de la época | Moneda de la época                          |
| Imagen             | Valor              | Anverso                                                                  | Reverso                                                                          | Fecha              | Peso; diámetro     | Catalogación                                |
| ------------------ | ------------------ | ------------------------------------------------------------------------ | -------------------------------------------------------------------------------- | ------------------ | ------------------ | ------------------------------------------- |
|                    | antoniniano        | IMP C M IVL PHILIPPVS P F AVG P M, cabeza con corona radiada, y corazza; | PAX FVNDATA CVM PERSIS, la Paz en pie, con una mano sostiene un ramo y un cetro. | realizado el 244;  | 22 mm, 4.27 gr;    | RIC Philippus, IV, 69; Hunter 120; RSC 113. |

### Segunda ofensiva sasánida de Sapor I (252 / 3-256) y contraofensiva romana (257-259)

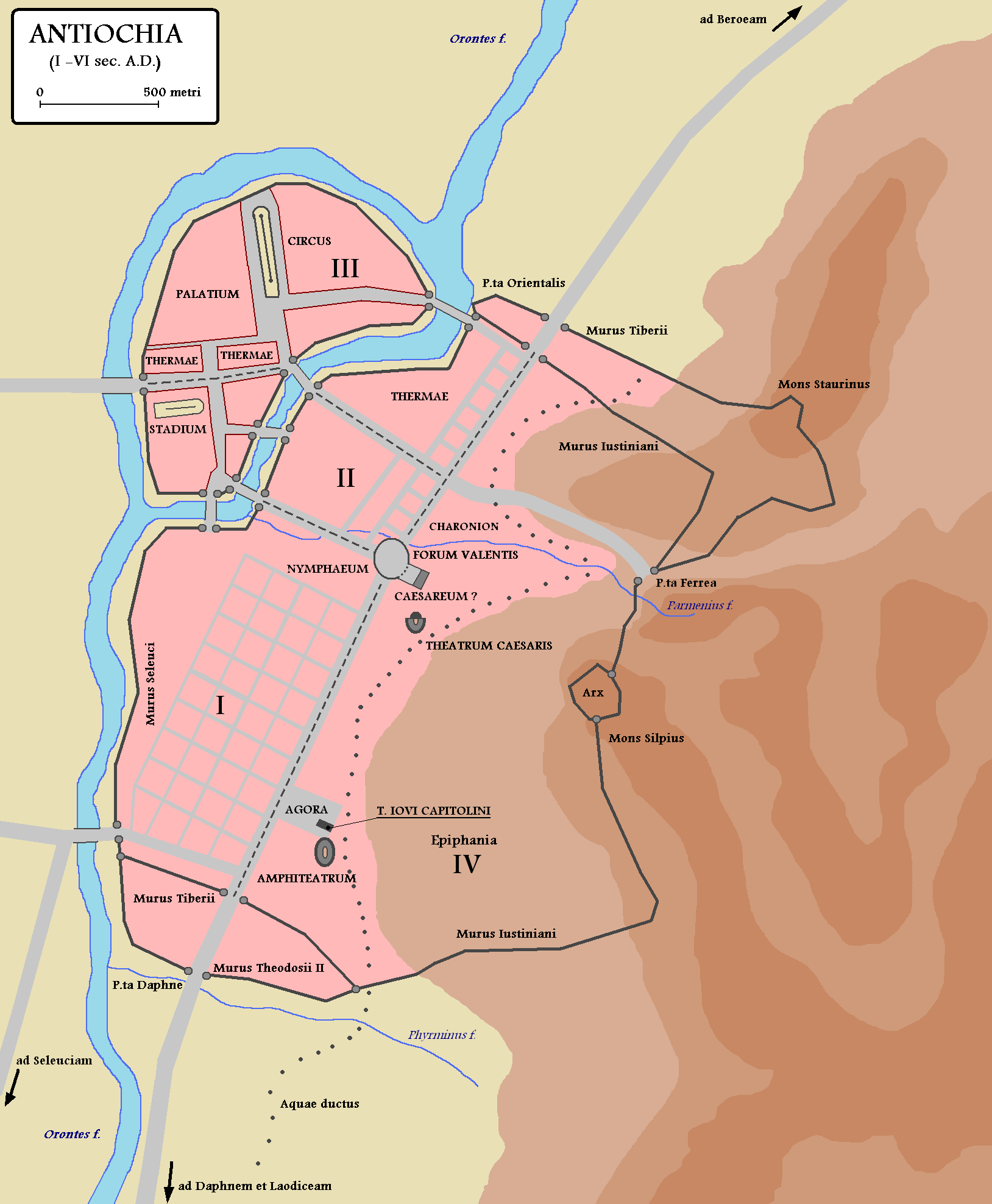
La ciudad de Antioquía (hoy Antakya) sufrió numerosos asedios en el curso del : dos de los más conocidos tuvieron lugar en los años 252/253 y 260.

Hacia el final de 252 o principios de 253, Sapor reanudó una violenta ofensiva contra las provincias orientales del Imperio Romano. Las tropas persas ocuparon varias ciudades de la provincia de Mesopotamia. (incluyendo el mismo Nísibis), luego llegó a Capadocia, Licaonia y Siria, donde combatieron al ejército romano en paralelo con Barbalissos y tomó posesión de la misma Antioquía, posiblemente en otoño por la traición de un tal Mariade), donde destruyeron numerosos edificios, obtuvieron un gran botín y llevaron consigo numerosos presos (253). Así es como se describe en «Res Gestae Divi Saporis»:

(11) Entonces volvieron a atacar el Imperio Romano, y derrotaron a una fuerza de 60 000 hombres armados de Barbalissos, mientras que Siria y sus alrededores que se quemaba, destruimos (12) y lo saqueamos todo. En esta misma campaña conquistamos muchas fortalezas y ciudades romanas: la ciudad de Anatha con sus alrededores, [...], Birtha, (13) Sura, Barbalissos,  Hierápolis, Berea, Calcis (hoy Qinnasrin), Apamea, (14) Rhephania, Zeugma, Ourima, Gindaros, Armenaza, (15) Seleucia, Antioquia, Cyrrhus, Alejandreta, (16) Nicópolis,  Sinzara, Chamath, Ariste, Dichor (al sur de Doliche), (17) Doliche, Dura Europos, Circesio, Germanicia, Batnae, Chanar, (18) y en Cappadocia, Satal, Arbeitsgericht, Artangil, Souisa, y (19) Phreata para un total de 37 ciudades con sus suburbios.
Res Gestae Divi Sapor»

Esta invasión del este romano tuvo lugar al mismo tiempo que otra gran incursión proveniente de los godos en el otro lado del Danubio y el Ponto Eusinus.

[...] Godos, boranos, urgundios [y otros, se identificaron con los burgundios, pero presionaron por el Rin] y carpos y saquearon las ciudades de Europa [...] Mientras tanto, los persas atacaron Asia, ocupando la Mesopotamia y avanzó en Siria, incluso en Antioquía, y conquistó la metrópoli de todo el este romano. Y después de matar a parte de la población y llevarse a otros como prisioneros, regresaron a casa. [...] Los persas indudablemente habrían conquistado toda Asia con facilidad si, felices por la rica presa conquistada, no hubieran pensado en llevarla a su patria, con satisfacción.
Storia Nuova Zósimo

Sucedió, también, que una columna militar sasánida tuvo éxito en la conquista de la ciudad de Emesa, pero fue derrotada por los residentes de la ciudad sitiada, que tomaron la iniciativa haciendo una salida contra el ejército enemigo. Al final de esta nueva incursión sasánida, el emperador Valeriano se vio obligado a intervenir y logró recapturar la capital de Siria, Antioquía, ese mismo año (253) o el año siguiente (254), por lo que fue entonces su «sede» para la reconstrucción de todo el frente oriental.
De nuevo en 256 los ejércitos de Sabor arrebataron importantes fortalezas para el dominio romano en Siria, incluyendo Dura Europos, que esta vez, tras presentar una dura resistencia, finalmente fue destruida junto con toda la guarnición romana. 
Se dice que durante el asedio y posterior caída de Dura Europos en 256, los sasánidas pudieron construir un túnel bajo las murallas de la ciudad, lo que les permitió entrar por la noche y ocupar la ciudad. La guarnición romana, formada por 2000 hombres armados, entre un vexillatio del IIII Scythica legio y las cohortes XX Palmyrenorum sagittariorum equitata, fue capaz de sacrificar el camino interno que corría a lo largo de las paredes laterales, así como los edificios vecinos para que con esta cobertura a través de los escombros de edificios derribados vecinos tuviesen el fin de fortalecer la base de los muros contra posibles ataques de los persas bajo el suelo. Además, los romanos procedieron a levantar un montículo de tierra fuera de las murallas y formaron así un muro de protección en torno al camino de ronda, sellado con ladrillos de barro para evitar la erosión, a lo largo del lado occidental que tenía su centro en la puerta de «palmirena», entrada principal a la ciudad de Dura Europos. Pero esto evidentemente no bastó para salvarse del ataque final sasánidas. Aunque ninguna fuente cuenta en detalle este terrible asedio que duró unos pocos meses, lo atestiguan las numerosas excavaciones arqueológicas llevadas a cabo en el sitio. Debe añadirse que en esta ocasión, los investigadores modernos encontraron que había evidencia de que los persas usaron «gas venenoso» en Dura Europos contra los defensores romanos durante el asedio. Fueron, de hecho, sacados a la luz los restos de 20 soldados romanos al pie de los muros de la ciudad, que, según un arqueólogo de la Universidad de Leicester, parecen haber muerto por asfixia de gas venenoso debido a la ignición de betún y cristales de azufre, probablemente utilizados a lo largo del túnel subterráneo excavado por los sasánidas. Los soldados romanos, que habían construido así un túnel paralelo, quedaron aprisionados cuando las fuerzas sasánidas liberaron el gas contra los romanos. Fue descubierto un soldado sasánida entre los cuerpos romanos, tanto que fue considerado responsable de la liberación del gas, antes de que los humos lo mataran. Casi todos los defensores romanos de la ciudad de Dura Europos sobrevivientes fueron llevados a Ctesifonte y vendidos como esclavos. La ciudad fue saqueada hasta el punto de que nunca fue reconstruida.
La siguiente ofensiva romana vio como el ejército de Valeriano recuperaba algunos de los territorios perdidos con buenos resultados contra los sasánidas, hasta el 259, por lo que el emperador se sintió con derecho a obtener el título de «orientis Restitutor» (Restaurador del Este), o al menos para transmitir el mensaje del plan de reconquista de Oriente en los confines de ese período. Parece que ya en la primavera de 257 los romanos tenían lo mejor de las posesiones de los persas en Circesium.
| Monedas de las campañas militares de los años 253-259 | Monedas de las campañas militares de los años 253-259 | Monedas de las campañas militares de los años 253-259                             | Monedas de las campañas militares de los años 253-259                                                                                 | Monedas de las campañas militares de los años 253-259 | Monedas de las campañas militares de los años 253-259 | Monedas de las campañas militares de los años 253-259                       |
| Imagen                                                | Valor                                                 | Anverso                                                                           | Reverso | Fecha                                                 | Peso; diámetro | Catalogación                                                                |
| ----------------------------------------------------- | ----------------------------------------------------- | --------------------------------------------------------------------------------- | --- | ----------------------------------------------------- | --- | --------------------------------------------------------------------------- |
|                                                       | as                                                    | IMP P LIC VALERIANO AVG, cabeza de Valeriano con corona de laurel, armadura;      | Aequitas AUGG, L'Aequitas tiene un pie hacia la izquierda, tiene una balanza y una cornucopia.                                        | 253 ca.                                               | 9.69 g, 11 h (cerca la ciudad de Antioquia; ciudad que volvió a ser romana en 253 después del sitio de Antioquía (252) entre loa años 252-253);                                   | Roman Imperial Coinage, Licinius Valerianus, V 297; MIR 36, 1558c.          |
|                                                       | antoniniano                                           | IMP P LIC VALERIANO P F AVG, cabeza de Valeriano con corona radiada a la derecha; | Dos Victorias de pie a los lados de una palmera, de la que pende un escudo con la inscripción S C.                                    | 255/256 ca.                                           | 22 mm, 3.69 g, 12 h (casa de moneda de Samosata, después de que los romanos hubieran tenido éxito en la expulsión de los sasánidas al oeste del río Éufrates en los años 254-255) | Roman Imperial Coinage, Licinius Valerianus, V 295; MIR 36, 1682e; RSC 279. |
|                                                       | antoniniano                                           | IMP P LIC VALERIANUS P F AVG, cabeza con corona radiante, busto de armadura;      | ORIE-N-S AVGG, el Sol camina hacia la izquierda, sostiene un látigo y levanta la mano derecha.                                        | 257/258                                               | 3.85 g (Casa de la moneda de Colonia Agrippinensiuum); | RIC Licinius Valerianus, V pt. 1, 12; Göbl 868h; RSC 143a.                  |
|                                                       | antoniniano                                           | IMP P LIC VALERIANUS P F AVG, cabeza con corona radiante, busto de armadura;      | VICT PART, la Victoria a la izquierda, con escudo y palma; a la izquierda, un prisionero sentado a su izquierda, en actitud de duelo. | 257/258                                               | 20 mm, 3.20 g, 6 h (Casa de la moneda de Viminacium, 3.ª emisión); | RIC Licinius Valerianus, V, 262; MIR 847d; cf. RSC 255.                     |

### El final de Valeriano y la tercera ofensiva de Sapor I (260)

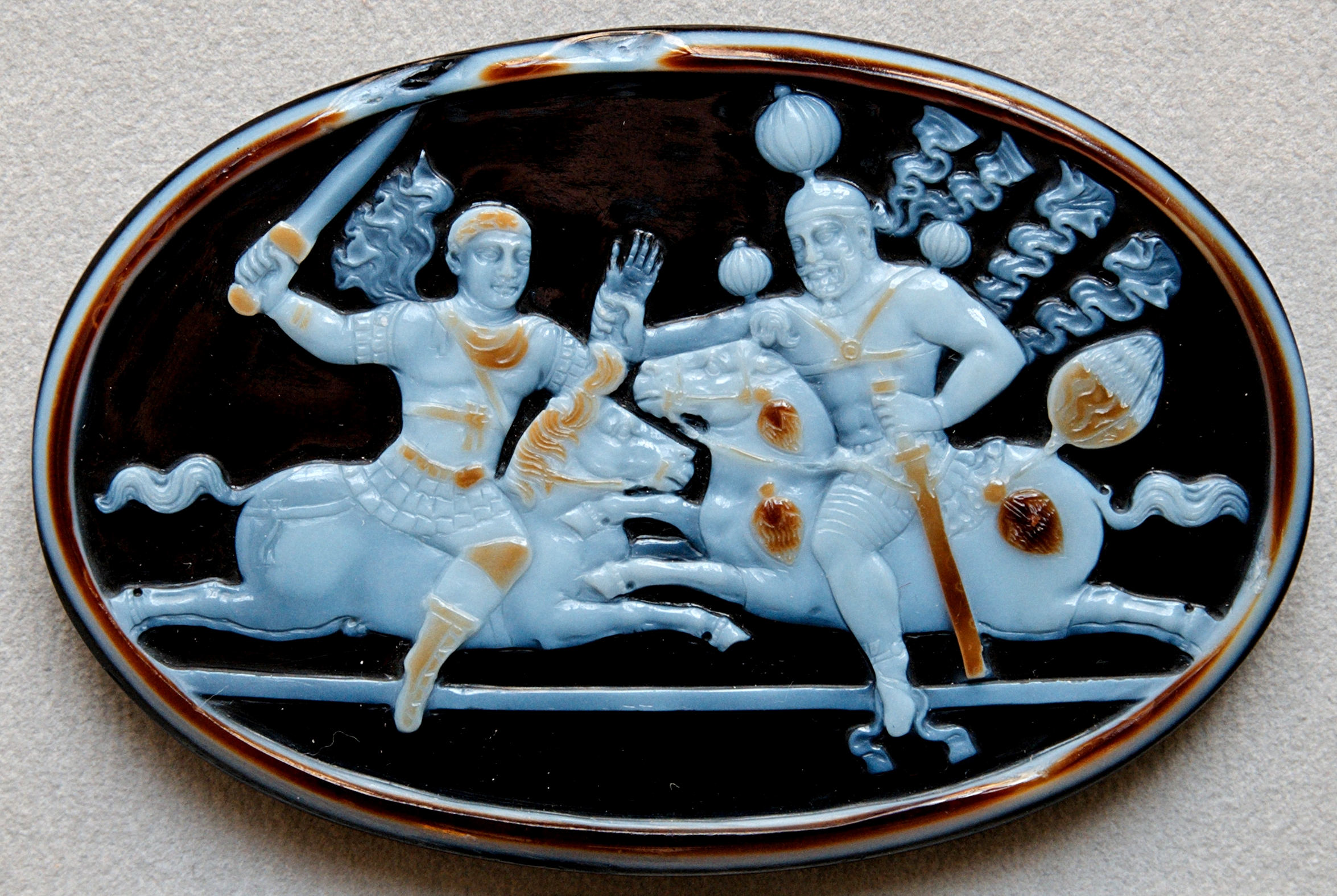
Camafeo que representa al rey Shapur I agarrando su brazo emperador Valeriano, para informar de la captura y presentación de la regla romana después de la Batalla de Edesa (Cabinet des Médailles, París).

De nuevo, la Res Gestae Divi Saporis cuenta acerca de una tercera invasión devastadora hecha por Flavor I en detrimento del Imperio romano:

Durante la tercera invasión, marchamos contra Edesa y Carras y ponemos asedio,(20), de modo que el César Valeriano se vio obligado a marchar contra nosotros. Había con él una fuerza de 70 000 soldados armados por las naciones de Germania, Recia, Nórico, Dacia, Panonia,(21) Mesia, Tracia, Bitinia, Asia, Panfilia, Isauria,(22) Licaonia, Galacia, Licia, Cilicia, Capadocia, Frigia, Siria, Fenicia,(23) Judea, Arabia, Mauritania, Alemania, Lidia y Mesopotamia.
Res Gestae Divi Saporis

Valeriano, de hecho, informado de una nueva invasión en el Este, envió a Bizancio al cónsul de 237 Lucius Mummio Felice Corneliano para proteger la cara norte del Ponto Euxino contra nuevas invasiones de los godos, y fue a toda prisa a Antioquía donde, una vez que el ejército fue reorganizado, marchó a Capadocia, donde contrajo la peste que diezmó a su ejército. Esto permitió a Sapor I saquear otros territorios romanos.

Valeriano por debilidad de la vida, no pudo remediar una situación que se había vuelto seria, y deseando poner fin a la guerra con donaciones de dinero, envió una embajada a Sapori, que fue devuelta sin haber resuelto nada. El rey de reyes pidió reunirse con el emperador romano.
Storia Nuova, Zósimo 

La historia del fin de Valeriano, que vino a defender Edessa del asedio persa,  donde los romanos habían sufrido pérdidas considerables debido también a una plaga rampante, varía ampliamente en las versiones romanas:
- Eutropio, Festo y Aurelio Vittore relatan que el emperador romano fue capturado por el ejército sasánida después de ser fuertemente derrotado en la batalla;[86][87]
- Zosimo afirmaba que Valeriano, que fue a una reunión con el rey persa, fue detenido por traición en abril-mayo de 260 :

[...] Sabor pidió reunirme con el emperador romano para discutir todo lo que fuera necesario. Valeriano, una vez que aceptó las respuestas sin siquiera reflexionar, mientras se alejaba de Sapor de una manera descuidada con unos pocos soldados, inesperadamente fue capturado por el enemigo. Tomado prisionero, murió entre los persas, causando gran deshonor al nombre romano entre sus sucesores.
Storia Nuova, Zósimo

- Otra fuente sugiere que Valeriano pidió "asilo político" al rey persa Shapur I para escapar de una posible conspiración, como en el archivo ejército romano estaba sitiando Edesa, se apreciaban signos evidentes de amotinamiento.[85]
- Los escritores cristianos Lattanzio y Orosio dicen, en cambio, que Valeriano fue castigado por el Dios de los cristianos por sus últimas persecuciones y por lo tanto obligado a pasar sus últimos días en la esclavitud. Primero fue utilizado como escabel viviente para Sapor, para montar a caballo. [82] [83] luego fue asesinado, despellejado, lleno de paja y colgado en un templo persa como un símbolo del triunfo sobre los romanos.[89]

En cambio, según la fuente oficial persa de «Res Gestae Divi Saporis»:

(24) Una gran batalla se libró entre Carras y Edesa entre nosotros [sasánidas] y César valeriana, y capturó un prisionero haciendo con nuestras manos,(25) así como otro ejército romano en general, junto con el prefecto Praetorium, algunos senadores y oficiales. Todos estos fuimos hechos prisioneros y deportados (26) a Persia.
Res Gestae Divi Saporis

Y sobre la base de esta última fuente, algunos autores modernos plantean la hipótesis de que Valeriano fue llevado a construir Bishapur junto con sus soldados.
La captura de Valeriano por los persas dejó el Imperio Romano de Oriente a merced de Shapur I. Esto se llevó a cabo mediante una nueva ofensiva por su cuartel general de Nísibis, ocupada en 252 por los ejércitos sasánidas, siendo capaz de ocupar los territorios romanos hasta  Tarso en Cilicia, Antioquía en Siria y Cesárea en Capadocia, incluyendo toda la provincia romana de la Mesopotamia.

También quemamos, devastamos y saqueamos Siria, Cilicia y Capadocia. (27) En la tercera campaña arrebatamos al Imperio Romano la ciudad de Samosata con su entorno, la ciudad de Alejandría con su entorno, Katabolon, (28) Aigeai, Mopsuestia, Mallos, Adana, Tarso, [...], Zephyrion, (29) Sebaste, Corycus, Agrippiada, Castabala, Neronias (30) Flavias, Nicópolis, Celenderis, Anemurium, (31) Selinus, Myonpolis, Antioquía,  Seleucia y Calycadnum, Domitiopolis, (32) Tyana, Cesárea, Comana, Cybistra, Sebastia, (33) Birtha, Rhakoundia, [96] Laranda, Iconio. Todas estas ciudades (34) junto con sus alrededores son treinta y seis.
Res Gestae Divi Saporis

Todavía la «Res Gestae Divi Saporis» cuenta que muchos miles de prisioneros romanos fueron conducidos dentro del Imperio Sassanida y situados en Persia, Partia, Susiana y Asorestan. Valeriano pasó así sus últimos días en prisión, sebbene molte furono le richieste da parte di re "clienti" vicini a Sapor I, affinché liberassero l'Imperatore, temendo una vendetta romana. aunque hubo muchas peticiones de «reino cliente» al rey cerca de Sapor I, para liberar al emperador por temor a una venganza romana. Otra fuente persa dice que muchos de los reinos, primero "clientes" de los romanos, luego se vieron obligados a someterse al persa "Rey de Reyes", como el de Armenia, Albania e Iberia en el Cáucaso hasta las  puertas de los Alanos.

## Consecuencias: nueva contraofensiva romana (260-266)
La contraofensiva romana llevó a Macriano, (procurador arcae et praepositus annonae en expediciones persas) a reunir en Samosata lo que quedaba del ejército romano en el este, mientras que el prefecto del pretorio, Balista, cogió por sorpresa a los persas en Pompeiopolis, donde capturó el harén y muchas de las riquezas de Sapor I. En el camino de regreso a la flota, en dirección a Córico en Cilicia y Sebaste, cogió a 3000 persas, que dieron a la fuga. Mientras tanto Odenato, rey de Palmira, que había tratado de ganarse el favor de las amistades del gobernante persa Sapor I, una vez que sus regalos fueron rechazados con desprecio por este último, decidió abrazar la causa de Roma contra los persas. La primera acción de Odenato fue ir en persecución de los persas y volver de su saqueo de Antioquía del Orontes y antes de que pudieran cruzar el río Éufrates les infligió una derrota aplastante. Poco después, Sapor I, en el camino de vuelta a Osroene, compró el apoyo de los habitantes de la ciudad de Edesa, prendiéndoles el oro extraído de la provincia romana de Siria, para facilitarles el regreso.
El hijo y sucesor de Valeriano, Galieno, que estaba cerca en la misma época tuvo que luchar en el frente del bajo Danubio contra los godos por lo que tuvo que renunciar a hacer otra expedición para liberar a su padre. Se prefirió, en cambio, conferir a Odenato el título de imperator, Dux y corrector totius Orientis, fórmula administrativa para atribuir la tarea de gobernar y defender las fronteras del este, costumbre que se remonta al anterior Augusto y Marco Aurelio, quienes confirieron poderes análogos respectivamente a Marco Vipsanio Agripa del año 19 al 14 a. C. y a Avidio Cassio 170-175 d. C., con el propósito de eliminar de las provincias orientales de la amenaza sasánida o de los godos, que infestaban las costas de Asia Menor.
En 262 Odenato, que reunió un gran ejército, cruzó el Éufrates y tras vencer en la batalla Shapur I, al que obligó a huir, entró en Nisibi, extendiendo el control romano sobre todo el territorio correspondiente a la provincia de la Mesopotamia romana y gran parte del este romano, previamente conquistado por los persas, probablemente incluida la misma Armenia. Casi con seguridad se puede situar en el año siguiente una nueva victoria de Odenato sobre Sapor I, esta vez cerca de la capital de los persas, Ctesiphon, lo que le permitió apoderarse de las concubinas del rey y de un gran botín de guerra.